# Gènova (vela)

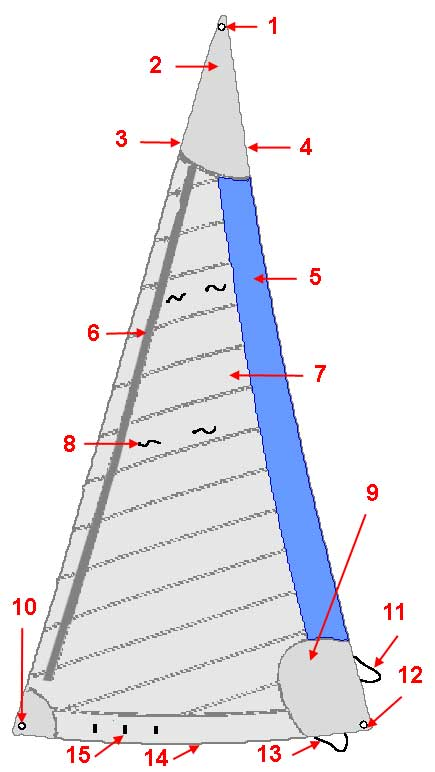
Esquema d'un gènova

El gènova  va ser conegut al començament com "floc superposat" o floc tipus gènova, agafant el nom de la ciutat de Gènova, on es va emprar per primer cop, com s'explica més endavant. És un tipus de floc gran utilitzat en embarcacions amb aparell bermudià o Marconi, normalment d'un sol pal (sloop) o en vaixells de dos pals com la iola i el quetx. La seva gran superfície, augmenta la velocitat de l'embarcació amb vents moderats, en condicions de vent fort se substitueix per un floc o fins i tot per un turmentí; quan es navega a favor del vent es pot utilitzar un espinàquer. La característica que distingeix un gènova d'un floc és que el primer s'estén més enllà del pal, la superposició més gran de la vela es veu des del costat.

## Definició
El terme «gènova» s'utilitza sovint com a sinònim d'un tipus de «floc», però tècnicament no hi ha una distinció clara. El floc no és més gran del triangle de proa, que és la zona del triangle format pel pal, la coberta o bauprès, i l'estai. El gènova és més gran, amb la baluma passant del pal i superposant-se amb la vela major. Per maximitzar l'àrea de la vela el peu de la vela és generalment paral·lel i molt a prop de la coberta. Els gènova es classifiquen pel percentatge de superposició. Això es calcula observant a la distància al llarg d'una línia perpendicular des del gràtil al puny d'escota del gènova, anomenat LP. Un gènova 150% tindria el LP un 50% més gran que la longitud del triangle de proa. En les Classes homologades de regates de vela se sol especificar un límit a la mida de gènova. Els diferents tipus de gènova es superposen; un "gènova 1" pot ser un 150%, i un "gènova 2", un 125%. Els flocs es defineixen també per la mateixa forma, amb superposicions de 100% o menys. Sota les normes de la majoria de vaixells se'ls permet un gènova d'un 155% sense sanció.

## Maniobra
L'augment de la superfície de la vela fa la maniobra més difícil que la d'un floc. És més difícil fer virades amb un gènova, ja que la zona de superposició es pot enredar amb els obencs i/o el pal, durant la virada. Els gènoves són molt populars en algunes de les classes homologades de regates, ja que per l'arqueig (rating) es compta només a la zona del triangle de proa en el càlcul de mida del floc, i així un gènova permet un augment significatiu de la superfície vèlica real respecte de la superfície de la vela que entra en el càlcul de l'arqueig. En vaixells sense restriccions de vela, es poden trobar gènoves amb un 200% de superposició, encara que més d'un 150% no és gaire corrent, ja que la superfície addicional queda a l'ombra de la vela major, i en certs angles de cenyida genera rendiments decreixents, en termes de potència per superfície vèlica.

## El Gennaker
El gennaker ha existit durant diverses dècades, i com el seu nom indica, és un híbrid entre un gènova i un espinàquer. El gennaker, nom de marca de North Sails, és una vela de creuer basada en el espinàquer Tipus 0 utilitzat en embarcacions de regates. Els gennakers (semblants al tipus 0) i algunes variants ofertes per altres fabricants són més grans que un gènova (un 200% de superposició és bastant comú) i tenen una corda molt més gran per generar així més quantitat d'empenta, quan es navega una mica més enllà d'un través. El gennaker de tall pla pot ser eficaç per angles tan baixos com 60 o 70 graus. Els espinàquers tenen un aprofitament del vent molt millor que els gennakers amb angles respecte al vent per sobre dels 135 -150 graus.

## Història

Un floc a l'esquerra, davant d'un gènova aproximadament 110%, a la dreta. El triangle de proa es ressalta en vermell.

L'influent llibre del Dr. Manfred Curry:Yacht Racing, que descriu els seus experiments sistemàtics sobre les plataformes de iots en túnels de vent i en els vaixells durant els anys 1920 i 1930, va mostrar l'analogia de l'efecte dels flocs amb el dels deflectors del flux d'aire incident a les ales dels avions, i va declarar que una major superposició augmenta l'efecte ranura entre el floc i la vela major, especialment quan s'utilitza amb una vela totalment rellingada. Va indicar correctament que el floc millora el rendiment de la major, però era il·lògic que la major millorés el rendiment del floc.
Curry va tenir dificultats per promoure el seu concepte en un principi. Així va escriure:
"Semblava impossible convèncer els navegants del valor del "floc superposat" per guanyar sobravent mitjançant la publicació d'articles fins que van guanyar la primera regata Mediterrània de vaixells de sis metres mitjançant un "floc superposat" a una regata a Gènova (Itàlia), on el vaixell suec "Maybe" va vèncer els nord-americans de sis metres amb aquests grans flocs".
Curry a part d'inventar aquests flocs, va desenvolupar el seu ús en vaixells i iots, i el seu nom commemora la primera gran regata (Gènova), on es van utilitzar amb èxit.
No obstant això, Curry no va avaluar la distribució òptima de la superfície, on es mesura tota la superfície de la vela. La investigació moderna ha demostrat que quan se superposa el floc no s'allibera l'àrea de la major, en general és més eficaç utilitzar una major més gran o un floc més alt (o ambdós) i reduir la superposició corresponent del floc.
Una explicació correcta de la interacció entre el floc i la vela major va ser publicada per l'expert en aerodinàmica i navegant Arvelo Gentry el 1981, i "és molt més complicat del que les velles teories expliquen". Gentry ndica que l'explicació de l'efecte ranura està "completament equivocada" i demostra que no es deu a l'efecte Venturi (o "efecte de vàlvula" per utilitzar el terme de Curry) per l'acceleració de l'aire a la ranura. En canvi, demostra que l'aire de la ranura s'alenteix (la seva velocitat és més baixa) i la seva pressió augmenta, fet que redueix la tendència de la vela major a "entrar en pèrdua". La vela major veu com la pressió en la banda de sotavent disminueix, permetent que el vaixell cenyeixi millor. Gentry assenyala que la correcta comprensió d'aquesta interacció permet fer millor el trimat de les veles.